# فنیل سالیسیلات
فنیل سالیسیلات (به انگلیسی: Phenyl salicylate) با فرمول شیمیایی C۱۳H۱۰O۳ یک ترکیب شیمیایی با شناسه پاب‌کم ۸۳۶۱ است. که جرم مولی آن ۲۱۴٫۲۲ g/mol می‌باشد. شکل ظاهری این ترکیب، جامد سفید است.